# Ga Dầu Giây
Ga Dầu Giây là một nhà ga xe lửa tại thị trấn Dầu Giây, huyện Thống Nhất, tỉnh Đồng Nai. Nhà ga là một điểm trên tuyến đường sắt Bắc Nam tiếp nối sau ga Long Khánh và trước ga Trung Hoà. Lý trình ga: Km 1661 + 320.